# Flandreau Santee
La Tribu Sioux Flandreau Santee és una tribu reconeguda federalment dels Santee Dakota. Llur reserva és la reserva índia de Flandreau. Els membres de la tribu pertanyen a la subtribu mdewakantonwan, una de les quatre subtribus que formen el grup isanti (santee) dakota originàriament al centre de Minnesota.
En 1934 la tribu fou reconeguda sota la Llei de Reorganització Índia de 1934. Avui la reserva índia Flandreau Santee aplega 20 km² (5.000 acres) de terra a Dakota del Sud. El seu destacat líder tribal Little Crow participà en la Guerra Dakota de 1862.
La capital és Flandreau. Està dins el comtat de Moody (Dakota del Sud). El 2001 tenia 716 habitants, però el registre tribal el 1995 era de 696 habitants. La majoria dels habitants treballen en l'administració tribal, en el casino tribal i en fer artesania per als turistes.